# 剣士
剣士（けんし）、剣術家（けんじゅつか）は、剣の使い手。主に剣術、剣道、居合道、フェンシングなど、刀剣を用いる武道・スポーツをしている者のことをいう。

## 神話・伝説・歴史の剣士
- バトラズ
- トリヴィクラマセーナ王
- アイネイアース
- ヤマトタケル
- アリー・イブン・アビー・ターリブ
- アーサー王
- シャルルマーニュ
- ディートリヒ・フォン・ベルン
- スヴィプダグ
- フロールフ・クラキ
- ホテルス(ヘズ)
- フロームンド
- シグムンド
- シグルズ(ジークフリート)
- ランスロット
- ガウェイン
- ローラン
- ベオウルフ
- エル・シッド
- ベルナルド・デル・カルピオ
- フェルグス・マク・ロイヒ
- ディルムッド・オディナ
- イワン王子
- ブルンツヴィーク
- スパルタクス
- 黎利
- 裴旻
- 展昭
- 鬼一法眼
- 坂上田村麻呂
- 塚原卜伝
- 上泉信綱
- 宮本武蔵
- 佐々木小次郎
- 柳生宗矩
- 柳生三厳
- 林崎甚助
- ヨハンネス・リヒテナウアー
- フィオレ・ディ・リベリ
- シュヴァリエ・デオン
- 怪傑ゾロ
- 兪大猷
- 戚継光
- 沖田総司